# Rubber Band

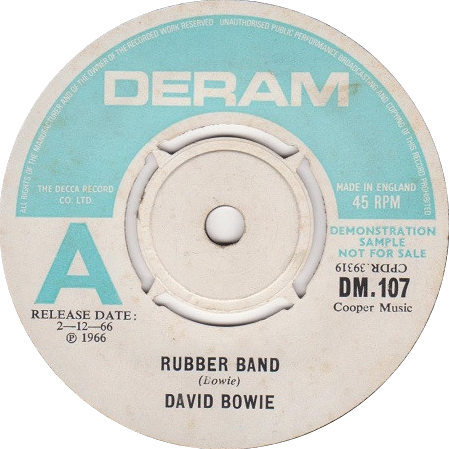
Vinylová deska singlu z roku 1966

Rubber Band je singl Davida Bowieho, byl vydán v roce 1966 a byl začátkem nahrávací smlouvy Bowieho s Deram Records, která následně zahrnovala i jeho první album z roku 1967: David Bowie.
Píseň je jednou ze tří součástí kazety, kterou připravoval Bowieho nový manažer Kenneth Pitt a byl jedním z jeho prvních poznávacích znamení. Píseň samotná ukazuje momentální Davidovu zaslepenost Anthony Newley. Díky několika dobrým poznámkám v hudebním tisku se singl vyšplhal britskými hitparádami až na vrchol.
Song byl později znovu nahrán na Bowieho debutové album. Strana B, The London Boy byla vydána jako singl ještě v roce 1975.

## Seznam skladeb
1. "Rubber Band" (Bowie) – 2:05
2. "The London Boys” (Bowie) – 3:20

Vydání ve Spojených státech mělo na straně B píseň There is a Happy Land.